# Anatoly Derevyanko
Anatoly Derevyanko (em russo:  Анатолий Пантелеевич Деревянко; Kozmodemyanovka, Oblast de Amur, 9 de janeiro de 1943) é um historiador e arqueólogo russo.
Anatoly nasceu em uma família de operários. Em 1963 obteve a graduação na Universidade Pedagógica Estatal de Blagoveschensk. Derevyanko é um dos mais jovens Doutores de Ciências Históricas da União Soviética. Obteve um doutorado em 1971, aos 28 anos de idade, por sua tese «Região do Rio Amur na Antiguidade».
Anatoly Derevyanko foi agraciado com diversos prêmios, como o Prêmio Estatal da Federação Russa (2001, 2012), Prêmio Demidov (2004), Medalha de Ouro Lomonossov (2015).